# Lépaud
 Lépaud  es una comuna (municipio) de Francia, en la región de Lemosín, departamento de Creuse, en el distrito de Aubusson y cantón de Chambon-sur-Voueize.
Su población en el censo de 1999 era de 342 habitantes.
Está integrada en la Communauté de communes d’Évaux-les-Bains et de Chambon-sur-Voueize.

## Demografía
| 398 | 459 | 427 | 368 | 344 | 342 |
| Para los censos de 1962 a 1999 la población legal corresponde a la población sin duplicidades (Fuente: INSEE [Consultar]) |     |     |     |     |     |